# Spånkurv
En spånkurv er en kurv flettet af tykke høvlspåner og anvendt som den biligste form for husholdnings- og indkøbskurv, men den er nu ikke længere særlig udbredt.
Spånerne høvles med en særlig spånhøvl, der er en rubank med fladt liggende høvlejern. Den særlige høvludformning skyldes, at disse høvlspåner skal bruges til videre forarbejdning, i modsætning til de tilfælde, hvor høvlspånerne er det, der skal smides væk. I Dalarne i Sverige blev spånerne ikke høvlet, men »revet«, og andre metoder fandtes også, men der kom spåner til kurvefletning ud af det. Spånkurvenes land er især Sverige (spånkorg), men også i Danmark var de udbredt. I Allerød i Nordsjælland blev der produceret spånkurve i perioden 1902-1970. De findes også i andre lande, men i andre udformninger. Fælles er dog, at en spånkurv er lavet af træspåner, der er flettet. En træspån er op til ca. 1 mm tyk.
Kurvefletning er også foregået i mange andre materialer end spåner. Som udgangspunkt har de fattigste fremstillet beholdere af de materialer, der var billigst tilgængelige.